# 雷·大卫·欧文
雷·大卫·欧文（英語：Ray David Owen，1915年10月30日—2014年9月21日）是一位美国遗传学家和免疫学家，加州理工学院教授，主要研究器官移植中的免疫反应。